# The Queen's Own Cameron Highlanders of Canada
The Queen's Own Cameron Highlanders of Canada (Camerons of C), littéralement « Les Highlanders de Cameron de la Reine du Canada », sont un régiment d'infanterie de la Première réserve de l'Armée canadienne. Il fait partie du 38e Groupe-brigade du Canada au sein de la 3e Division du Canada et est stationné à Winnipeg au Manitoba. Il s'agit du plus ancien régiment écossais de l'Ouest canadien.
L'unité a été créée en 1910 sous le nom de « The 79th Highlanders of Canada », littéralement « Les 79e Highlanders du Canada ». En 1920, elle devint « The Cameron Highlanders of Canada  » avant d'adopter son nom actuel trois ans plus tard.
En plus de leur propre histoire, The Queen's Own Cameron Highlanders of Canada perpétuent l'héritage de trois bataillons du Corps expéditionnaire canadien (CEC) de la Première Guerre mondiale : les 43e, 174e et 179e Bataillon "outre-mer", CEC. Un membre du 43e Bataillon (Cameron Highlanders of Canada), CEC, le lieutenant Robert Shankland, a été décoré de la croix de Victoria, la plus haute récompense des forces du Commonwealth, pour ses actions au cours de la bataille de Passchendaele.
Les soldats des Cameron Highlanders of Canada ont combattu lors de la Première Guerre mondiale, principalement au sein du 16e (en) et du 43e Bataillon, CEC. Lors de la Seconde Guerre mondiale, le régiment a mobilisé un bataillon qui servit sur le front de l'Ouest en Europe. Plus récemment, des membres du régiment se sont portés volontaires pour des opérations de maintien de la paix et pour la guerre d'Afghanistan.

## Rôle et organisation

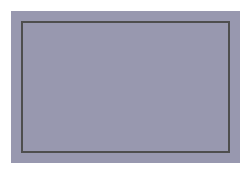
Insigne distinctif de la 3e Division du Canada

The Queen's Own Cameron Highlanders of Canada est un régiment d'infanterie d'un seul bataillon comprenant une compagnie de quartier général et une compagnie de fusilier. La compagnie de quartier général comprend un corps de cornemuse, un magasin et un musée régimentaire. Le régiment fait partie du 38e Groupe-brigade du Canada, un groupe-brigade de la Première réserve de l'Armée canadienne qui fait elle-même partie de la 3e Division du Canada. Son quartier général se situe à Winnipeg au Manitoba. Le commandant actuel du régiment est le lieutenant-colonel S.P. Moran. Depuis 2005, The Queen's Own Cameron Highlanders of Canada forment, avec The Royal Winnipeg Rifles, un groupement tactique d'infanterie au sein de leur groupe-brigade.
Tout comme c'est le cas pour les autres unités de la Première réserve de l'Armée canadienne, le rôle du Royal Regiment of Canada est de former des soldats à temps partiel afin de servir de renfort lors des opérations des Forces armées canadiennes ainsi que d'être prêts pour le service actif pour appuyer les autorités civiles lors de catastrophes naturelles dans la région locale.

## Histoire
| Nom                                                   | Date              |
| ----------------------------------------------------- | ----------------- |
| The 79th Highlanders of Canada                        | 1er février 1910  |
| The 79th Cameron Highlanders of Canada                | 1er avril 1910    |
| The Cameron Highlanders of Canada                     | 15 mars 1920      |
| The Queen's Own Cameron Highlanders of Canada         | 1er novembre 1923 |
| The Queen's Own Cameron Highlanders of Canada (Motor) | 1er octobre 1954  |
| The Queen's Own Cameron Highlanders of Canada         | 11 avril 1958     |

### Origines et création
L'unité a officiellement été créée le 1er février 1910 à Winnipeg au Manitoba en tant que « The 79th Highlanders of Canada ». Le 9 octobre, elle reçut son premier drapeau régimentaire de la part de D.C. Cameron, la femme du lieutenant-colonel honoraire du régiment. Le 1er avril suivant, elle fut renommée en « The 79th Cameron Highlanders of Canada ». Le 22 juin 1911, 11 soldats du régiment participèrent au couronnement du roi George V,.

### Première Guerre mondiale
Le 6 août 1914, dans la foulée de la Première Guerre mondiale, des détachement du régiment furent mobilisés pour le service actif afin d'assurer la protection locale.

Soldats du 16e Bataillon (Canadian Scottish), CEC lors de la bataille du Canal du Nord

Les unités de la Milice canadienne ne furent pas déployées outre-mer en tant que telles lors de la Première Guerre mondiale, mais servaient à fournir des soldats pour les bataillons du Corps expéditionnaire canadien (CEC). C'est ainsi qu'une compagnie de sept officiers et 250 soldats des Cameron Highlanders of Canada furent mobilisés au camp Valcartier au Québec pour former, avec d'autres régiments écossais, le 16e Bataillon (Canadian Scottish), CEC (en) qui s'embarqua pour l'Angleterre le 30 septembre 1914. Par la suite, les Cameron Highlanders of Canada mobilisèrent une compagnie de 10 officiers et 250 soldats pour faire partie du 27e Bataillon (City of Winnipeg), CEC. Le régiment fournit également le commandant adjoint et la section des transmissions de ce bataillon. Celui-ci combattit en France et en Belgique au sein de la 6e Brigade d'infanterie canadienne de la 2e Division canadienne. Cependant, au fil des pertes et puisque le bataillon ne reçut aucun renfort du régiment, la compagnie formée par les Cameron Highlanders of Canada perdit son identité régimentaire avec le temps.

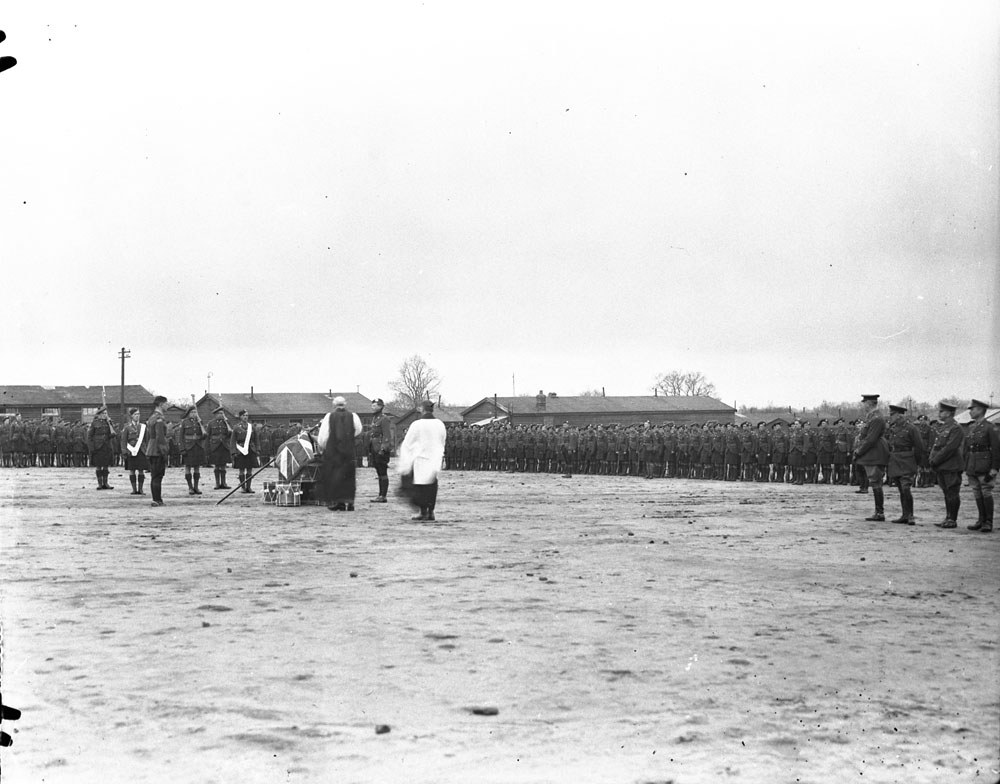
Cérémonie de présentation du drapeau consacré au 43e Bataillon, CEC par le général Sir Arthur Currie

Le premier bataillon complet formé par The 79th Cameron Highlanders of Canada fut le 43e Bataillon (Cameron Highlanders of Canada), CEC créé le 18 décembre 1914. Celui-ci s'entraîna d'abord à Winnipeg avant de s'embarquer, à Montréal, le 1er juin 1915, pour l'Angleterre avec un effectif total de 39 officiers et 1 020 soldats. En Europe, le bataillon a d'abord fournit deux contingents de renforts au 16e Bataillon avant d'être lui-même renforcé de soldats provenant du régiment au Canada pour revenir à son effectif de bataille et être déployé sur le front au sein de la 9e Brigade d'infanterie canadienne de la 3e Division canadienne.
Le 15 mars 1920, le régiment est renommé en « The Cameron Highlanders of Canada », puis, le 1er novembre 1923, il reçoit la désignation royale et est renommé en son nom actuel, « The Queen's Own Cameron Highlanders of Canada »,.

### Seconde Guerre mondiale

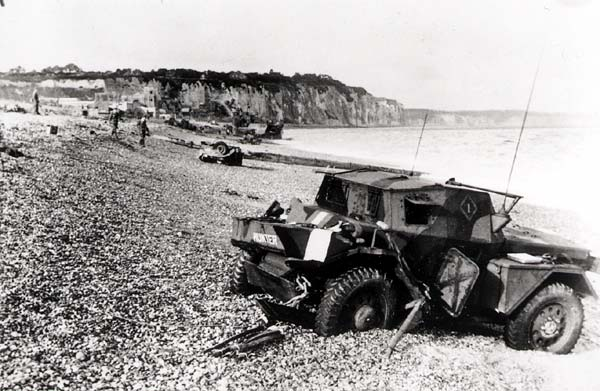
Un véhicule militaire canadien abandonné sur la plage à la suite du raid de Dieppe le 19 août 1942

Le 1er septembre 1939, lors de la Seconde Guerre mondiale, The Queen's Own Cameron Highlanders of Canada mobilisèrent un bataillon pour l'Armée active. Le 7 novembre 1940, celui-ci reçut la désignation de 1er Bataillon tandis que le bataillon de réserve devint le 2e Bataillon. Le 12 décembre suivant, le 1er Bataillon s'embarqua pour la Grande-Bretagne. Il prit part à sa première bataille le 19 août 1942 en faisant partie des troupes canadiennes qui participèrent au raid de Dieppe. Plus précisément, il débarqua à Pourville à l'ouest de Dieppe en appui au South Saskatchewan Regiment (en). Les Cameron Highlanders of Canada ont perdu 76 soldats au cours de cette opération.
Le 7 juillet suivant, il débarqua en Normandie en tant que composante de la 6e Brigade d'infanterie canadienne de la 2e Division d'infanterie canadienne. Il combattit sur le front de l'Ouest jusqu'à la fin du conflit et participa notamment aux opérations Atlantic, Spring et Totalize pour la prise de Falaise. Le 1er Bataillon fut dissous le 30 novembre 1945 et The Queen's Own Cameron Highlanders of Canada redevinrent un régiment d'un seul bataillon de réserve,.

### Histoire récente
Des membres des Queen's Own Cameron Highlanders of Canada se sont portés volontaires pour servir lors d'opérations de maintien de la paix telles qu'en Bosnie. Des soldats du régiment ont également servi lors de la guerre d'Afghanistan.

## Commandants
| Nom                                                                                                | Années      |
| -------------------------------------------------------------------------------------------------- | ----------- |
| Lieutenant-colonel R.M. Thomson (tué au combat aux hauteurs de l'Ancre le 8 octobre 1916)          | 1910 à 1913 |
| Lieutenant-colonel J.A. Cantlie                                                                    | 1913 à 1920 |
| Lieutenant-colonel H.F. Osler                                                                      | 1920        |
| Lieutenant-colonel J.C. Gillespie, VD                                                              | 1920 à 1922 |
| Lieutenant-colonel J.D. Sinclair, VD                                                               | 1922 à 1925 |
| Lieutenant-colonel W.A. Hossie, VD                                                                 | 1925 à 1927 |
| Lieutenant-colonel D.S. Mackay, OBE, VD                                                            | 1928 à 1934 |
| Lieutenant-colonel R. Hunter Young                                                                 | 1934 à 1938 |
| Lieutenant-colonel H. MacKenzie, ED                                                                | 1938 à 1941 |
| Lieutenant-colonel G.F. Dudley, MC, MM, VD                                                         | 1941 à 1942 |
| Lieutenant-colonel A.C. Gostling (tué au combat à Dieppe le 19 août 1942)                          | 1942        |
| Lieutenant-colonel D.G. Cunningham, DSO                                                            | 1942 à 1943 |
| Lieutenant-colonel A.T. Law, DSO                                                                   | 1943 à 1944 |
| Lieutenant-colonel N.H. Ross, DSO, ED (blessé au combat à Saint-André-sur-Orne le 20 juillet 1944) | 1944        |
| Lieutenant-colonel J. Runcie, MC (blessé au combat à Fontenay-le-Marmion le 7 août 1944)           | 1944        |
| Lieutenant-colonel C.W. Ferguson (tué au combat à Fontenay-le-Marmion le 8 août 1944)              | 1944        |
| Lieutenant-colonel A.S. Gregory, DSO (blessé au combat à La Chenaie-Moulineaux le 29 août 1944)    | 1944        |
| Lieutenant-colonel E.P. Thompson, DSO (tué au combat à la crête de Calcar le 26 février 1945)      | 1944 à 1945 |
| Lieutenant-colonel A.A. Kennedy, DSO, ED                                                           | 1945        |
| Lieutenant-colonel R.L. Rutherford                                                                 | 1945        |
| Lieutenant-colonel J.M. Creighton (2e Bataillon)                                                   | 1940 à 1946 |
| Lieutenant-colonel R.S. Robertson, MC                                                              | 1946 à 1949 |
| Lieutenant-colonel D.J. Gillespie, CD                                                              | 1949 à 1957 |
| Lieutenant-colonel J.A.D. Graham, CD                                                               | 1957 à 1960 |
| Lieutenant-colonel H. Comack, CD                                                                   | 1961 à 1964 |
| Lieutenant-colonel D. Ludlow, CD                                                                   | 1965 à 1969 |
| Lieutenant-colonel B.D. Macpherson, CD                                                             | 1969 à 1970 |
| Lieutenant-colonel G.W.F. Carsted, CD                                                              | 1970 à 1973 |
| Lieutenant-colonel R.W. Churchward, CD                                                             | 1974 à 1976 |
| Lieutenant-colonel A.S. Will, CD                                                                   | 1977 à 1980 |
| Lieutenant-colonel A.D. Sutton, CD                                                                 | 1981 à 1984 |
| Lieutenant-colonel A.S. Will, CD                                                                   | 1984 à 1987 |
| Lieutenant-colonel N.D. Laird, CD                                                                  | 1987 à 1989 |
| Lieutenant-colonel J.A.K. McCuaig, CD                                                              | 1989 à 1992 |
| Lieutenant-colonel S.B. Anema, CD                                                                  | 1992 à 1996 |
| Lieutenant-colonel D.E. Steenson, CD                                                               | 1996 à 1998 |
| Lieutenant-colonel B. Hasiuk, CD                                                                   | 1998 à 2002 |
| Lieutenant-colonel P.M. Walsh, CD                                                                  | 2002 à 2005 |
| Lieutenant-colonel C.W. Buchanan, CD                                                               | 2005 à 2008 |
| Lieutenant-colonel T.E. McManus, CD                                                                | 2008        |
| Lieutenant-colonel B.W. Takeuchi, CD                                                               | 2008 à 2012 |
| Lieutenant-colonel S. Wut, CD                                                                      | 2012 à...   |
| Lieutenant-colonel S.P. Moran, CD                                                                  | ...         |

## Perpétuations

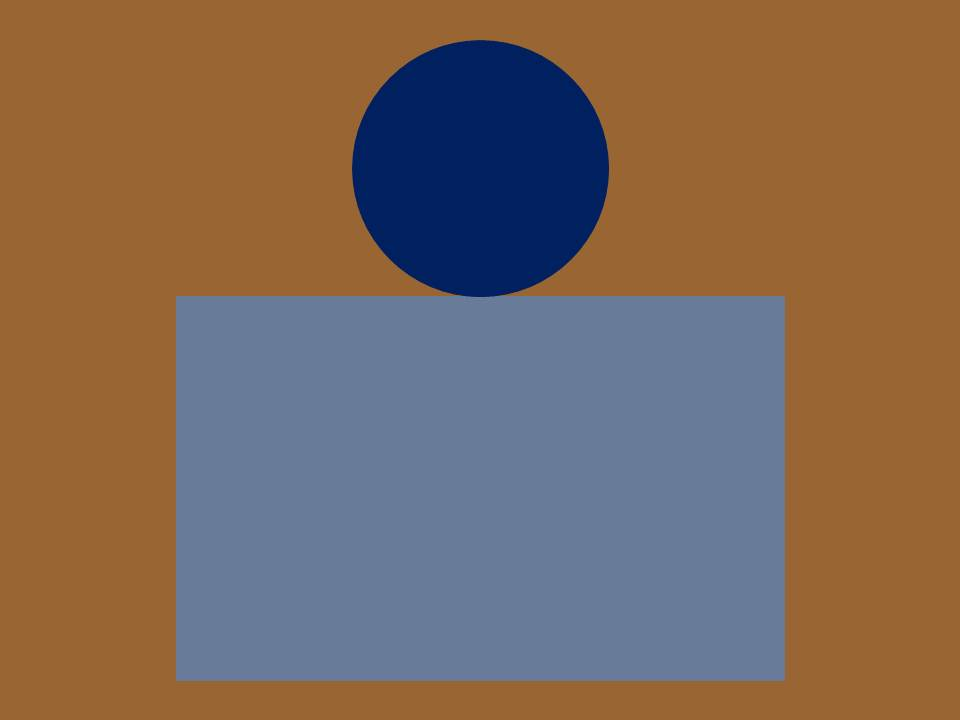
Insigne distinctif du 43e Bataillon (Cameron Highlanders of Canada), CEC

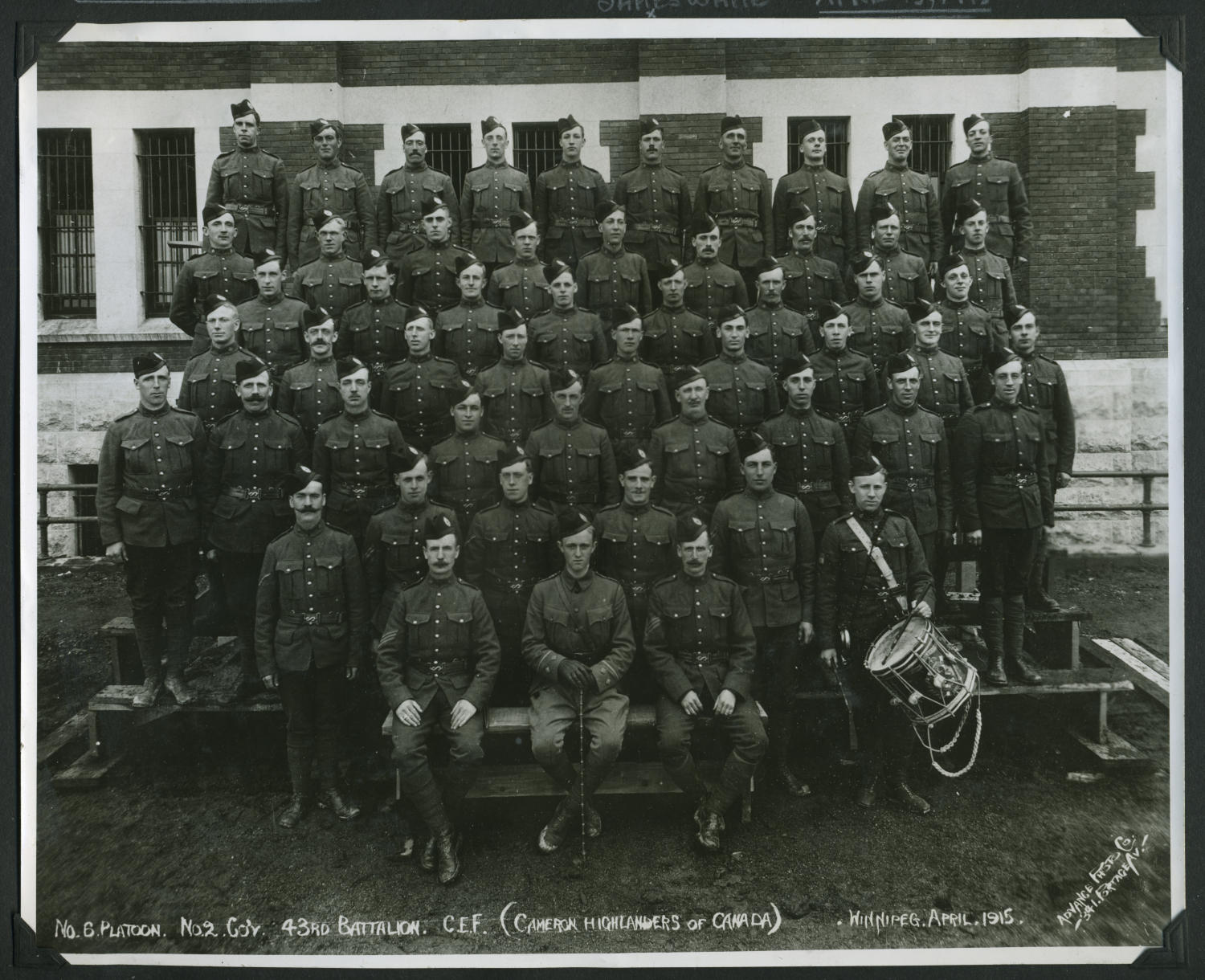
Un peloton du 43e Bataillon (Cameron Highlanders of Canada), CEC) à Winnipeg le 15 avril 1915

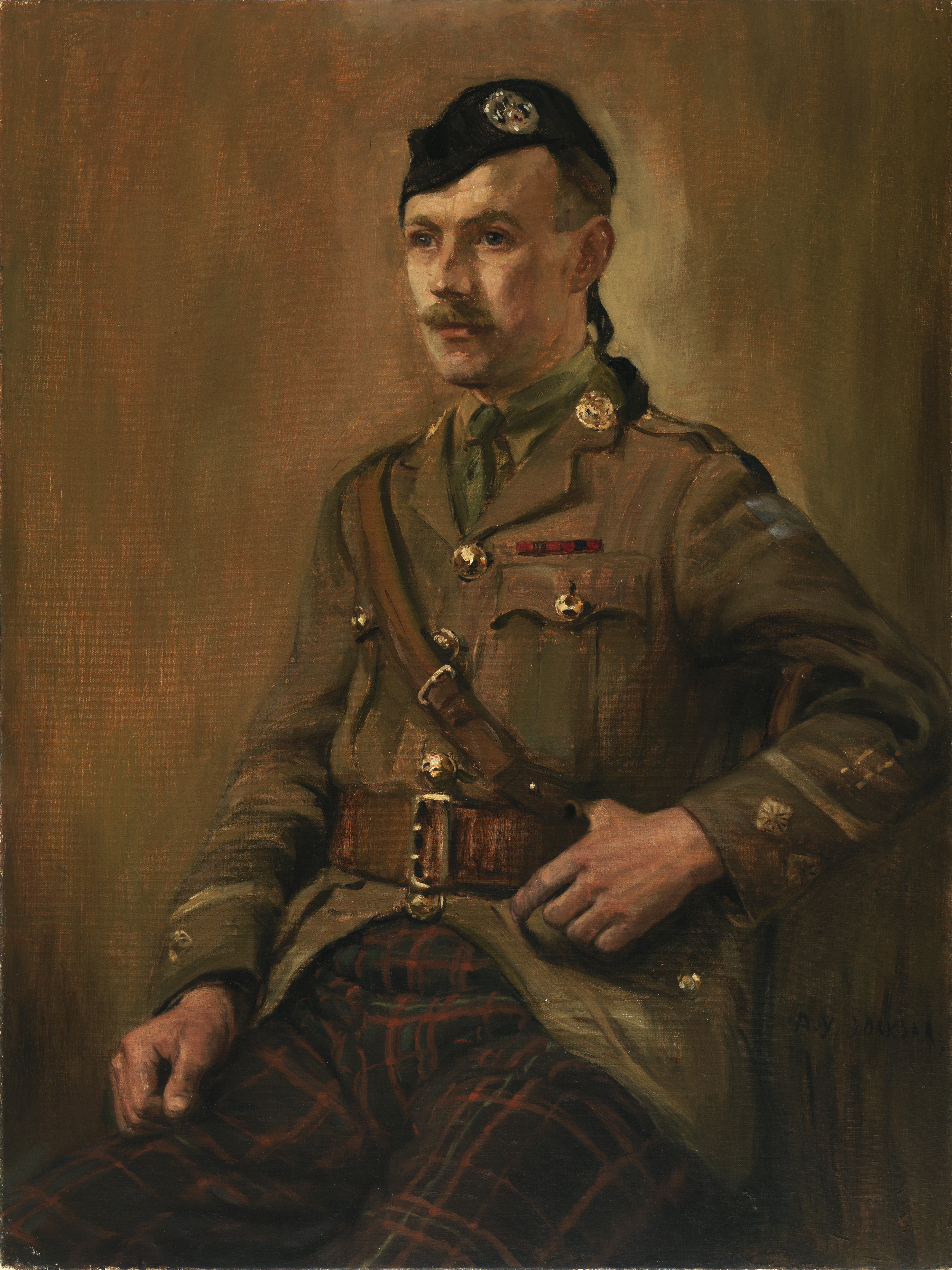
Portrait du lieutenant Robert Shankland, membre du 43e Bataillon (Cameron Highlanders of Canada), CEC récipiendaire de la croix de Victoria

En plus de sa propre histoire, The Royal Regiment of Canada perpétue l'histoire de six bataillons du Corps expéditionnaire canadien (CEC) de la Première Guerre mondiale : les 43e, 174e et 179e Bataillon "outre-mer", CEC. La majorité des soldats de ces trois bataillons provenaient des Cameron Highlanders of Canada.
Le 43e Bataillon (Cameron Highlanders of Canada), CEC a été créé le 7 novembre 1914 et recruta à Winnipeg au Manitoba. Le 1er juin 1915, il s'embarqua pour la Grande-Bretagne à Montréal au Québec avec un effectif de 40 officiers et 998 soldats. Le 22 février 1916, il débarqua en France où il combattit au sein de la 9e Brigade d'infanterie canadienne de la 3e Division canadienne jusqu'à la fin du conflit. Il fut démobilisé le 24 mars 1919 et officiellement dissous le 30 août 1920,. Un membre du 43e Bataillon a été décoré de la croix de Victoria, la plus haute récompense des forces du Commonwealth, le lieutenant Robert Shankland, pour ses actions au cours de la bataille de Passchendaele le 26 octobre 1917.
| Nom                                                                                       | Années      |
| ----------------------------------------------------------------------------------------- | ----------- |
| Lieutenant-colonel R.M. Thomson (tué au combat aux hauteurs de l'Ancre le 8 octobre 1916) | 1914 à 1916 |
| Lieutenant-colonel W. Grassie, DSO                                                        | 1916 à 1917 |
| Lieutenant-colonel W.K. Chandler, DSO                                                     | 1917        |
| Lieutenant-colonel H.M. Urquhart, DSO, MC                                                 | 1917 à 1918 |
| Lieutenant-colonel W.K. Chandler, DSO                                                     | 1917 à 1918 |

De leurs côtés, les 174e et 179e Bataillon d'infanterie "outre-mer", CEC furent créés le 15 juillet 1916. Le 179e s'embarqua pour la Grande-Bretagne le 3 octobre de la même année tandis que le 174e le fit le 29 avril 1917. Leur personnel servit de renforts aux troupes canadiennes au front. Le 179e fut dissous le 17 juillet 1917 tandis que le 174e le fut le 1er septembre de la même année.
| 174e Bataillon                  | 174e Bataillon | 179e Bataillon                  | 179e Bataillon |
| Nom                             | Années         | Nom                             | Années         |
| ------------------------------- | -------------- | ------------------------------- | -------------- |
| Lieutenant-colonel J.A. Cantlie | 1916           | Lieutenant-colonel J.A. Cantlie | 1916           |
| Lieutenant-colonel H.F. Osler   | 1917           | Lieutenant-colonel J.Y. Reid    | 1916 à 1917    |

## Honneurs de bataille

Le drapeau consacré régimentaire des Queen's Own Cameron Highlanders of Canada affichant 20 des 38 honneurs de bataille du régiment

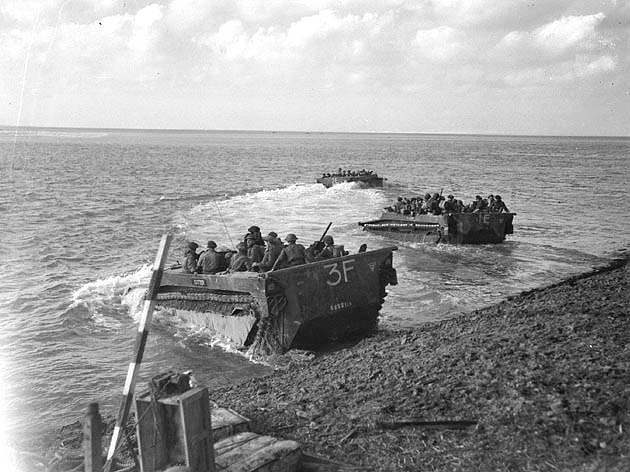
Des véhicules amphibies transportant les troupes de la 1re Armée canadienne pendant la bataille de l'Escaut en Belgique en septembre 1944 lors de la Seconde Guerre mondiale

Les honneurs de bataille sont le droit donné par la Couronne au régiment d'apposer sur ses couleurs les noms des batailles ou des conflits dans lesquels il s'est illustré. Au cours de son histoire, The Queen's Own Cameron Highlanders of Canada ont reçu un total de 38 honneurs de bataille,,.
| Première Guerre mondiale                | Première Guerre mondiale             |
| --------------------------------------- | ------------------------------------ |
| Ypres, 1915, '17                        | Festubert, 1915                      |
| Mont Sorrel                             | Somme, 1916                          |
| Flers-Courcelette                       | Crête d'Ancre                        |
| Arras, 1917, '18                        | Vimy, 1917                           |
| Côte 70                                 | Passchendaele                        |
| Amiens                                  | Scarpe, 1918                         |
| Drocourt-Quéant (en)                    | Ligne Hindenburg                     |
| Canal du Nord                           | Cambrai, 1918                        |
| Poursuite vers Mons                     | France et Flandres, 1915-18          |
| Seconde Guerre mondiale                 |                                      |
| Dieppe                                  | Crête de Bourguébus                  |
| Saint-André-sur-Orne                    | Crête de Verrières-Tilly-la-Campagne |
| Falaise                                 | Route de Falaise                     |
| La Laison                               | Forêt de la Londe                    |
| Dunkerque, 1944                         | L'Escaut                             |
| Woensdrecht                             | Beveland-Sud                         |
| La Rhénanie                             | La Hochwald                          |
| Xanten                                  | Le Rhin                              |
| Groningue                               | Oldinburg                            |
| Nord-Ouest de l'Europe, 1942, 1944-1945 |                                      |
| Guerre d'Afghanistan                    |                                      |
| Afghanistan                             |                                      |

## Traditions et patrimoine

Drapeau de camp des Queen's Own Cameron Highlanders of Canada

L'uniforme, les traditions et les symboles des Queen's Own Cameron Highlanders of Canada sont basés sur ceux des highlanders écossais. Il s'agit des éléments essentiels à l'identité régimentaire. Le symbole le plus important est l'insigne du régiment qui est composé de la figure de saint André tenant sa croix d'argent debout sur un monticule de sinople avec le tout environné de chardons mouvant à partir de quatre listels d'or portant le nom du régiment en lettre majuscules de sinople. La figure et la croix de saint André ainsi que les chardons sont des symboles de l'Écosse souvent utilisés par les unités « highlanders ».
Lorsque, le 24 octobre 1923, le régiment a reçu le titre royal de « Queen's Own », il a été décidé de changer l'insigne régimentaire pour utiliser la figure de saint André en s'inspirant de l'insigne porté par les Queen's Own Cameron Highlanders de la British Army auquel le régiment était affilié depuis 1911. À la suite de trois amalgamations en 1961, en 1994 et en 2006, ces derniers sont devenus le 4e bataillon du Royal Regiment of Scotland auquel le jumelage a été transféré. De plus, The Queen's Own Cameron Highlanders of Canada sont également affiliés avec The Cameron Highlanders of Ottawa depuis 1923,. Le nouvel insigne de coiffure a été autorisé officiellement le 31 août 1925 et a été reçu par le régiment le 24 février 1927, mais n'a commencé à être porté qu'à la fin des années 1930.
De plus, les soldats des Queen's Own Cameron Highlanders of Canada portent le tartan de Cameron of Erracht qui a été créé en 1793 lorsque le 79th Regiment of Foot (Cameronian Volunteers), qui est devenu plus tard les Queen's Own Cameron Highlanders, de la British Army]a été levé. Un autre élément important de l'uniforme des soldats des Queen's Own Cameron Highlanders of Canada est la plume (hackle) bleu royal. Ceux-ci la portent depuis leur arrivée en Angleterre au début de la Seconde Guerre mondiale et l'ont repris des Queen's Own Cameron Highlanders de la British Army auxquels ils étaient affiliés. Bien qu'ils l'aient porté tout au long de la guerre, la plume bleu royal ne fut officiellement approuvée par le roi George VI qu'en 1945.
Un autre facette importante de l'identité d'un régiment est les marches régimentaires. The Queen's Own Cameron Highlanders of Canada en ont deux : The Piobaireachd of Donald Dhu et March of the Cameron Men. Chacune des compagnies a également une marche :  Blue Bonnets Over the Border pour la compagnie A, A Hundred Pipers pour la compagnie B, Glendaruel Highlanders pour la compagnie C, Bonnie Dundee pour la compagnie D, The Muckin’ O’ Geordie’s Byre pour la compagnie de quartier-général et d'appui ainsi que Queen Elizabeth pour la compagnie d'administration. De plus, la devise du régiment est « Ullamh » qui signifie « Prêt » en gaélique écossais.
Outre sa structure opérationnelle, le régiment possède une gouvernance cérémonielle. La position la plus importante de cette gouvernance est celle de colonel en chef. Historiquement, le colonel en chef d'un régiment était son mécène, souvent royal. Le colonel en chef des Queen's Own Cameron Highlanders of Canada est Son Altesse Royale le prince Philip le duc d'Édimbourg.
Les traditions observées par le régiment incluent la célébration d'un souper le samedi le plus près de l'anniversaire de Robbie Burns le 25 janvier, une parade en église dans la chapelle régimentaire qui est une église presbytérienne de Winnipeg le premier dimanche de février en commémoration de la levée du régiment le 1er février 1910 ainsi qu'une partie de hockey sur glace opposant les soldats juniors aux officiers et sous-officiers seniors tenu le jour de parade le plus près de la Saint-Valentin depuis 1996. Lorsqu'un toast est porté lors d'un dîner régimentaire par exemple, le cornemuseur-major le porte en disant « Slainte agus sonas de reiligh an regiment, agus du na cardan acha » et le commandant répond « Slainte du piobar ». De plus, la tradition veut que tous les dîners régimentaires commencent à 19h10 pour commémorer la levée du régiment en 1910.
Depuis 1991, le manège militaire Minto, construit de 1914 à 1915 à Winnipeg au Manitoba, où s'entraînent les Camerons of C, est reconnu comme un lieu historique national du Canada.

## Cadets
Le Winnipeg Highland Cadets Corps a été créé le 17 avril 1913 et a été relié aux Cameron Highlanders of Canada depuis sa formation puisque le premier commandant était un membre du régiment. En mars 1914, le corps de cadets a officiellement été affilié au régiment. En décembre 1930, le corps de cadets a changé son nom pour « The Queen's Own Cameron Highlanders of Canada Cadet Battalion » et a adopté l'uniforme du régiment incluant son insigne, sa plume bleu royal et son glengarry bleu foncé.